# Malchower See (Mecklenburg)
Der Malchower See ist ein langgestreckter See innerhalb der Mecklenburgischen Seenplatte im Landkreis Mecklenburgische Seenplatte. Er ist Bestandteil einer Seenkette, die sich von der Müritz bis zum Plauer See erstreckt.

## Geografie
Das Gewässer befindet sich vollständig auf dem Stadtgebiet von Malchow, ist 2,36 km² groß und geht im Osten in den Fleesensee sowie im Westen über den als Recken bezeichneten Flussabschnitt der Elde in den Petersdorfer See über. Die Ausdehnungen betragen über 5 Kilometer in der Länge (ohne Einbeziehung des Reckens) und maximal 950 Meter in der Breite. Der Gewässerspiegel liegt 62 m ü. NHN.
Der Malchower See ist Bestandteil der Bundeswasserstraße Müritz-Elde-Wasserstraße mit der Wasserstraßenklasse I; zuständig ist das Wasserstraßen- und Schifffahrtsamt Lauenburg.
Die Fließrichtung verläuft von Nordost nach Südwest. Das Seebecken wird geteilt durch die bebaute Altstadtinsel Malchows und den von Osten auf die Insel führenden Erddamm. Nach Westen besteht über die Malchower Drehbrücke Verbindung an das Seeufer. Bebaute Stadtgebiete finden sich sowohl auf der Insel, als auch am westlichen und östlichen Ufer.

## Geschichte
Ausgehend von der Insel wurde Malchow nach Stadtbränden ab 1721 auf das Festland erweitert.
Vom Ostufer führte bis zu ihrer Zerstörung im Dreißigjährigen Krieg eine Holzbrücke zur Insel. Zwischen 1724 und 1846 verkehrte an ihrer Stelle eine private Fähre. 1846 ersetzte der neugebaute Erddamm die Fährverbindung.

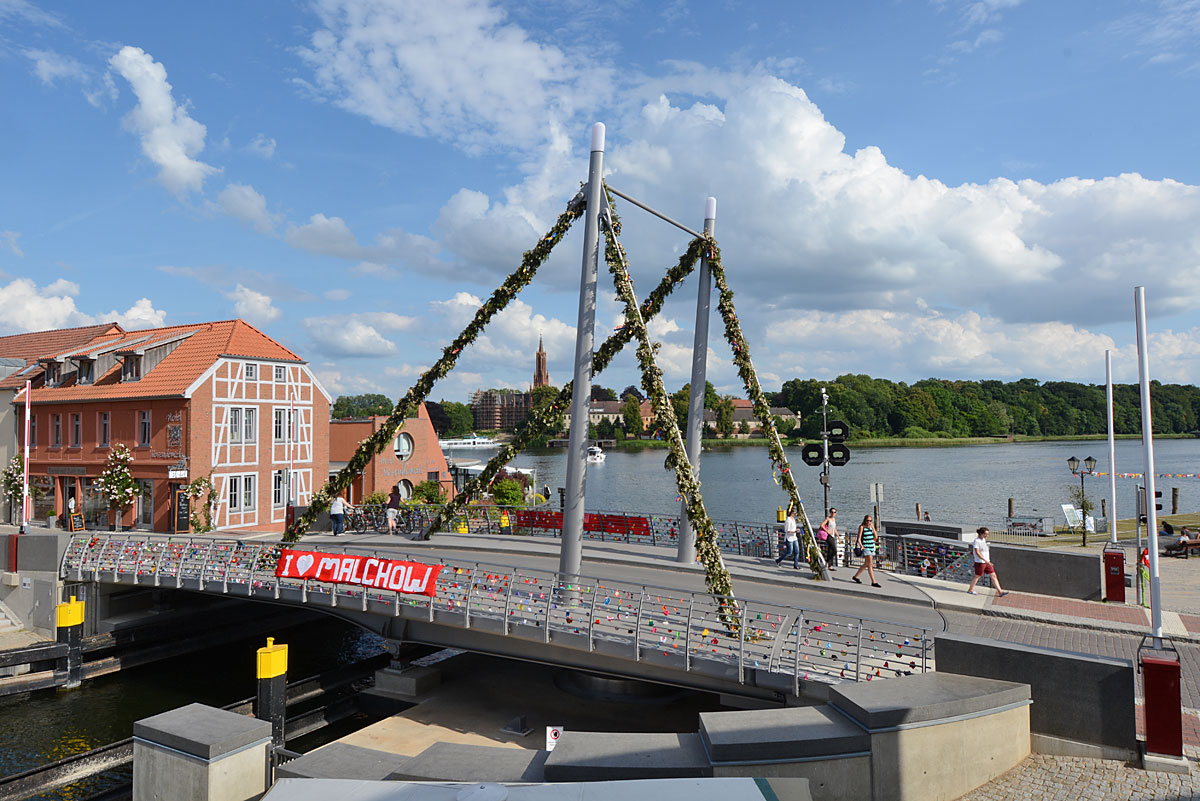
Drehbrücke Malchow

Mit der Westseite war die Insel bis 1845 durch eine Holzbrücke, zwischen 1845 und 1863 durch eine Hubbrücke und seit 1863 durch eine hölzerne Drehbrücke verbunden. Die 1912 errichtete Stahlbrücke wurde 1945 gesprengt. Eine neue Drehbrücke wurde 1948/49 errichtet, die 1991 und erneut 2013 ersetzt werden musste.
Die Wasserspiegelhöhe wurde in den vergangenen Jahrhunderten mehrfach vor allem durch menschliche Eingriffe verändert. Ursprünglich lag sie im 12. Jahrhundert bei etwa 60 Metern über dem Meeresspiegel. Durch Aufstauungen zum Betrieb von Mühlen und durch Flussregulierungen wurden die Wasserstände innerhalb der Seenkette von der Müritz bis zum Plauer See in mehreren positiven wie negativen Schritten beeinflusst. Dies hatte auch negative Auswirkungen auf die Malchower Insel und die Brücke vom Ostufer. So ist belegt, dass Bürger im 16. Jahrhundert über den zu hohen Wasserstand auf Grund von Aufstauung an der Plauer Wassermühle klagten.
Heute besitzt für die Seenkette lediglich die Staustufe Plau am See am Abfluss des Plauer Sees eine stauregelnde Wirkung mit dem Stauziel 61,61 bis 62,36 m ü. NHN.